# Ямайская саунд-система
Саунд-система (англ. Sound system) — мобильная дискотека на Ямайке, ставшая важной частью её музыкальной культуры. Именно «звуковые системы», появившись в 1940-е гг., способствовали развитию почти всех жанров ямайской музыки — от ска до дансхолла.
Идея мобильных дискотек стала популярной в бедных районах Кингстона в 1940-е гг.: в то время на Ямайке ещё не было своего музыкального радио, а услышать игру оркестров и небольших джаз-бэндов можно было лишь в отелях и дорогих ресторанах. Звуковая система же позволяла устроить дискотеку в любом месте с минимумом затрат: требовались лишь проигрыватель, звуковая установка с мощным усилителем и большими колонками, диск-жокей (называемый «селектором») и набор грампластинок, гарантирующих успех у аудитории. Вход на такую дискотеку (устроенную, как правило, в сквере или частном дворе, обязательно огороженном) был дешёвый, организатор зарабатывал деньги также за счёт продажи алкоголя и напитков. Некоторые звуковые системы собирали толпу в несколько тысяч человек. Наиболее популярные дискотеки устраивались, как правило, в постоянном месте.
Первой мобильной дискотекой была звуковая система Уолдрона, организовавшаяся с 1940-х гг. К началу 1950-х гг. лидером была звуковая система Тома «Великого Себастьяна», затем уступившая пальму первенства Дюку Риду («Трояну»), которого позже, в конце 50-х гг., затмил Климент Додд (он же «Сэр Кокссон»). Звуковые системы жестоко конкурировали между собой — первые столкновения, например, датируются уже 1952 годом. Конкуренция шла, в основном, по репертуару: ведь именно от наличия новой музыки зависела популярность звуковой системы. При этом стоит отметить, что до середины 1950-х гг. вся музыка на Ямайке была привозная (из США, Кубы, Великобритании), так как в стране не существовало студий звукозаписи (первые, крайне примитивные любительские записи относятся к 1952—53 гг.). Поэтому для организаторов звуковых систем особенно важно было иметь связи с поставщиками, а также приобретать труднодоступные записи, становившиеся эксклюзивом данной дискотеки (дабы конкуренты не узнали ни название песни, ни исполнителя диск-джокеи даже затирали этикетки грампластинок; эта практика существует среди диджеев по сей день). Соответственно большую роль играли диск-жокеи — ведь именно они подбирали репертуар и «заводили» публику, поэтому они тоже становились объектами интереса противоборствующих или начинающих дискотек, старавшихся переманить к себе лучших. Нередко звуковые системы подвергались нападениям со стороны уличных банд — поклонников конкурирующей дискотеки — громивших аппаратуру и снижавших, таким образом, приток посетителей. Так банда Дюка Рида в итоге выжила дискотеку Великого Себастьяна из центра Кингстона. Это был большой бизнес, и для обиталей трущоб — один из немногих способов гарантированного заработка при отсталой экономике страны.
Изначально в репертуаре преобладал американский ритм-энд-блюз, но с течением времени и развитием местной музыки саунд системы всё больше переходили на артистов с родного острова.
А по мере того, как американский ритм-энд-блюз становился всё более мягким — что никак не устраивало ни диджеев, ни публику — саунд-системам пришлось заниматься и звукозаписью. Изначально хиты выпускались «для внутреннего пользования» звуковых систем (exclusive, dubplates), но по мере роста популярности стали издаваться и для массового слушателя. Студия Clement 'Coxsone' Dodd’a превратилась во всемирно известную Studio One, в то время как Duke Reid основал лейбл The Trojan.
С тех пор и до наших дней звуковые системы остаются полигоном для новых артистов и диджеев — по реакции публики на танцполе становится ясно, стоит ли выпускать пластинку и будет ли она хитом.
Развитие звуковых систем за пределами Ямайки начиналось с эмигрантских общин в Великобритании, США, Канаде, тосковавших по привычным развлечениям, но со временем захватило и остальные части света. Современные звуковые системы играют как доступные в продаже пластинки, так и эксклюзив — песни, специально записанные популярными артистами на популярные риддимы, и прославляющие «свою» звуковую систему.